# Privat-Brauerei Strate Detmold
 (mai 2021).
Si vous disposez d'ouvrages ou d'articles de référence ou si vous connaissez des sites web de qualité traitant du thème abordé ici, merci de compléter l'article en donnant les références utiles à sa vérifiabilité et en les liant à la section « Notes et références ».
Privat-Brauerei Strate Detmold est une brasserie à Detmold, dans le Land de Rhénanie-du-Nord-Westphalie.

## Histoire

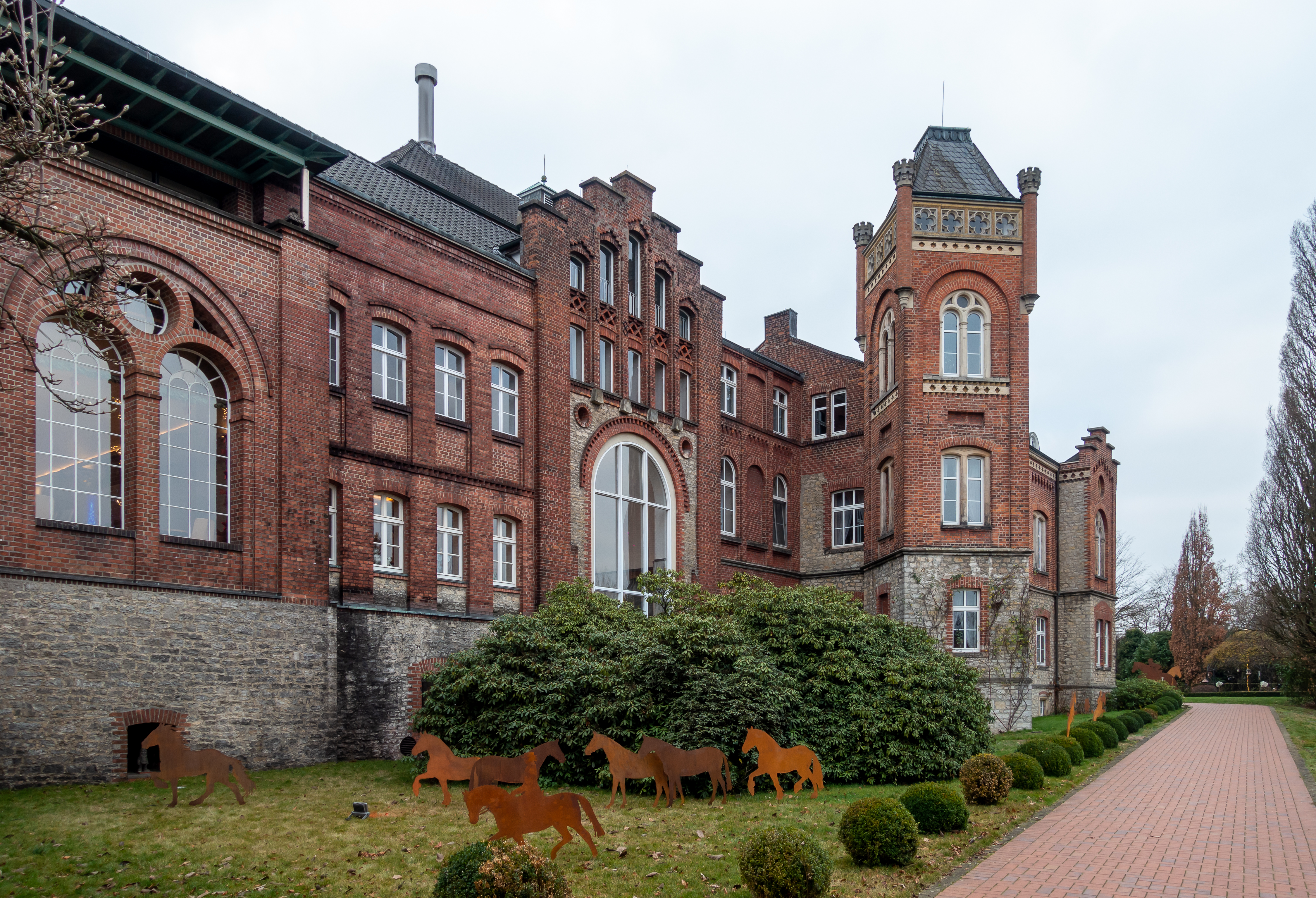
Bâtiments de la brasserie en Palaisstraße

La brasserie est fondée en 1853 par Adolf Hüppe. Pour permettre l'expansion de la brasserie, Hüppe quitte le centre-ville et s'installe sur un terrain qu'il acquiert, où il creuse des caves dans la roche puis construit en 1863 la nouvelle brasserie sur les combles. L'entreprise est la possession de la cinquième génération.

## Production
- Detmolder Pilsener
- Detmolder Landbier
- Detmolder Herb
- Detmolder Weizen
- Detmolder Sun
- Detmolder Moon
- Hövelhofer
- Detmolder Kellerbier
- Detmolder Kirschbier
- Detmolder Glühbier
- Detmolder Bierbrannt (mélange avec du spiritueux)
- Detmolder Royal
- Detmolder Weizen sans alcool
- Detmolder Pilsener sans alcool
- Detmolder Festbier (saisonnière)
- Detmolder Thusnelda